# Таємниця
Таємни́ця — інформація (відомості), що не підлягає розголошенню, та приховується від інших обмеженим колом осіб або особою. Має класифікацію (шкалу), що відповідає ступеню тяжкості шкоди, який може бути нанесений внаслідок поширення зазначених відомостей. Протилежністю є Секре́т Полішине́ля — те що всім відомо, уявна таємниця, «секрет — на весь світ».
Види професійних таємниць:
- Державна таємниця (див. також Державна таємниця України)
- Комерційна таємниця
- Банківська таємниця
- Лікарська таємниця
- Адвокатська таємниця
- Слідча таємниця
- Журналістська таємниця

## У літературі
- Карибська таємниця — детективний роман письменниці Агати Крісті, написаний в 1964 році;
- Таємниця замка Чимниз — детективний роман Агати Крісті, написаний в 1925 році;
- Таємниця Клумбера — роман британського письменника сера Артура Конан Дойля;
- Таємниця. Замість роману — мемуарний роман Юрія Андруховича;
- Таємниця Едвіна Друда — останній роман Чарлза Діккенса, який не був завершений;
- Таємниця «Блакитного поїзда» — роман Агати Крісті 1928 року з серії творів про Еркюля Пуаро;
- Таємниця Боскомбської долини — твір із серії «Пригоди Шерлока Холмса» Артура Конан-Дойла;
- Таємниця семи циферблатів — роман Агати Крісті, написаний в 1929 році;
- Таємниця регати та інші розповіді — збірка оповідань англійської письменниці Агати Крісті;
- Таємниця жреців майя — документально-літературний твір Кузьміщева Володимира Олександровича, російського і радянського журналіста, перекладача з іспанської і письменника.

## У кіно
- Таємниця Чингісхана — український фільм 2002 року режисера Володимира Савельєва;
- Таємниця в його очах — фільм режисера Хуана Хосе Кампанельї 2009 року за романом Едуардо Сачері «Питання в їх очах» (ісп. La pregunta de sus ojos);
- Таємниця Календи — іспанський містичний серіал;
- Таємниця третьої планети — культовий повнометражний мультиплікаційний фільм Романа Качанова за мотивами повісті Кіра Буличова «Подорож Аліси» («Аліса і три капітани») із циклу Пригоди Аліси;
- Таємниця абатства Келс — повнометражний кольоровий анімаційний фільм 2009 року, створений ірландською компанією Cartoon Saloon;
- Таємниця корабельного годинника — художній фільм азербайджанського режисера Руфат Шабанова;
- Таємниця, відома всім (фільм) — музичний фільм для дітей режисера Миколи Засєєва-Руденка, знятий на кіностудії імені Олександра Довженка у 1981 році;
- Анна Герман. Таємниця білого янгола — біографічний серіал про життя і творчість польської співачки Анни Герман.